# Markoye (département)
Cet article concerne le département et la commune rurale. Pour le village chef-lieu, voir Markoye (Burkina Faso).
Markoye est un département et une commune rurale de la province de l’Oudalan, situé dans la région du Sahel au Burkina Faso.

## Géographie

### Situation et environnement
Le département et la commune rurale de Markoye est limitrophe :
- du Mali au nord, du Niger à l’est,
- de la province du Séno au sud-ouest,
- du département et la commune urbaine de Gorom-Gorom au sud-ouest, et
- du département et la commune rurale de Tin-Akoff au nord-ouest.

### Démographie
- En 2003, le département comptait 25 986 habitants estimés[2].
- En 2006, le département comptait 27 478 habitants recensés[1].

## Administration

### Villages
Le département et la commune rurale de Markoye est administrativement composé de vingt-sept villages, dont le village chef-lieu homonyme (données de population consolidées en 2012, issues du recensement général de 2006)
- Bôm (1 705 habitants)
- Dambam I (1 513 habitants)
- Dambam II (1 433 habitants)
- Darkoye-Wara-Wara (618 habitants)
- Deibanga-Tafororat (1 234 habitants)
- Deibanga-Timbossosso (1 016 habitants)
- Goungam (2 051 habitants)
- Ichagarnine (647 habitants)
- Idamossen (900 habitants)
- Iklan-Idamossen (354 habitants)
- Iklan-Oudalan (339 habitants)
- Inawas (1 337 habitants)
- Kel-Arabo (659 habitants)
- Kel-Tafadès (255 habitants)
- Kel-Tamisgueit (473 habitants)
- Konsi (733 habitants)
- Kouna (424 habitants)
- Markoye (3 724 habitants), chef-lieu
- Salmossi (2 207 habitants)
- Tambao (193 habitants)
- Tandabatt (432 habitants)
- Tandiollel (300 habitants)
- Tin-Agadel (1 124 habitants)
- Tin-Zonbaraten (612 habitants)
- Tokabangou (1 258 habitants)
- Tollel-Kaya (847 habitants)
- Weldé-Tondobanda (1 090 habitants)